# Goerodes luberoensis
Goerodes luberoensis är en nattsländeart som beskrevs av G. Marlier 1953. Goerodes luberoensis ingår i släktet Goerodes och familjen kantrörsnattsländor. Inga underarter finns listade i Catalogue of Life.